# Fredrik Pacius

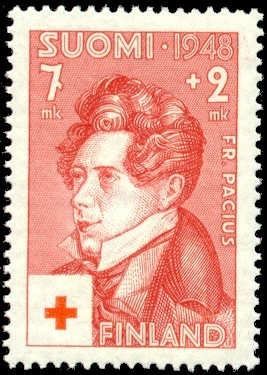
Tem thư Phần Lan mang hình Fredrik Pacius năm 1948

Fredrik Pacius (tên khai sinh Friedrich Pacius) (pronunciationⓘ; 19.3.1809 Hamburg – 08.01.1891 Helsinki) là nhà soạn nhạc và nhà chỉ huy dàn nhạc người Đức. Ông đã sống phần lớn cuộc đời ở Phần Lan, và được gọi là "cha đẻ của âm nhạc Phần Lan".
Pacius được bổ nhiệm làm giáo viên âm nhạc tại Đại học Helsinki năm 1834. Ông đã lập ra hội âm nhạc Helsinki, một ban hợp xướng sinh viên và một dàn nhạc giao hưởng. Năm 1848 Pacius viết nhạc cho bài thơ Vårt land của Johan Ludvig Runeberg, bài này đã trở thành quốc ca của Phần Lan. Nhạc của Pacius cũng được dùng cho bài quốc ca Mu isamaa, mu õnn ja rõõm của Estonia và bài quốc ca Min izāmō, min sindimō của vùng Livonia.
Năm 1852 ông sáng tác bản Kung Karls jakt (Cuộc săn bắn của vua Karl) là vở opera đầu tiên của Phần Lan, với một bản lời opera (libretto) theo phong cách chủ nghĩa dân tộc lãng mạn, do tác giả và sử gia Zacharias Topelius viết trong việc hợp tác chặt chẽ với nhà soạn nhạc, giống như bài quốc ca được viết để thuyết phục vị đại công tước Phần Lan (tức là Hoàng đế Nga, cai trị Phần Lan) về lòng trung thành hoàn toàn của các thần dân của ông ở Phần Lan.
Các tác phẩm nhạc do ông soạn cũng gồm một bản concerto cho vĩ cầm, một bản nhạc giao hưởng, một bản tứ tấu cho đàn dây cùng nhiều vở opera khác.

## Tác phẩm
- Cho dàn nhạc giao hưởng
  - Symphony in d minor (1850)
  - Overture in E flat major (1826)
  - Violin Concerto in f sharp minor (1845)
- Thanh nhạc
  - König Karls Jagd, opera (1852)
  - Prinsessan av Cypern, Singspiel (1860)
  - Die Loreley, opera (1862-87)
  - Cantatas
  - Choruses
  - Lieder
- Nhạc thính phòng
  - String Quartet in E flat major (1826)

## Tác phẩm viết về Pacius
- Tomi Mäkelä, Fredrik Pacius, kompositör i Finland, Svenska Litteratursällskapet i Finland, Helsinki 2009; ISBN 978-951-583-192-7
- Tomi Mäkelä, Der Pionier. Fredrik Pacius, Opernwelt, 11, 2009, 36-44.